# 탈산림화

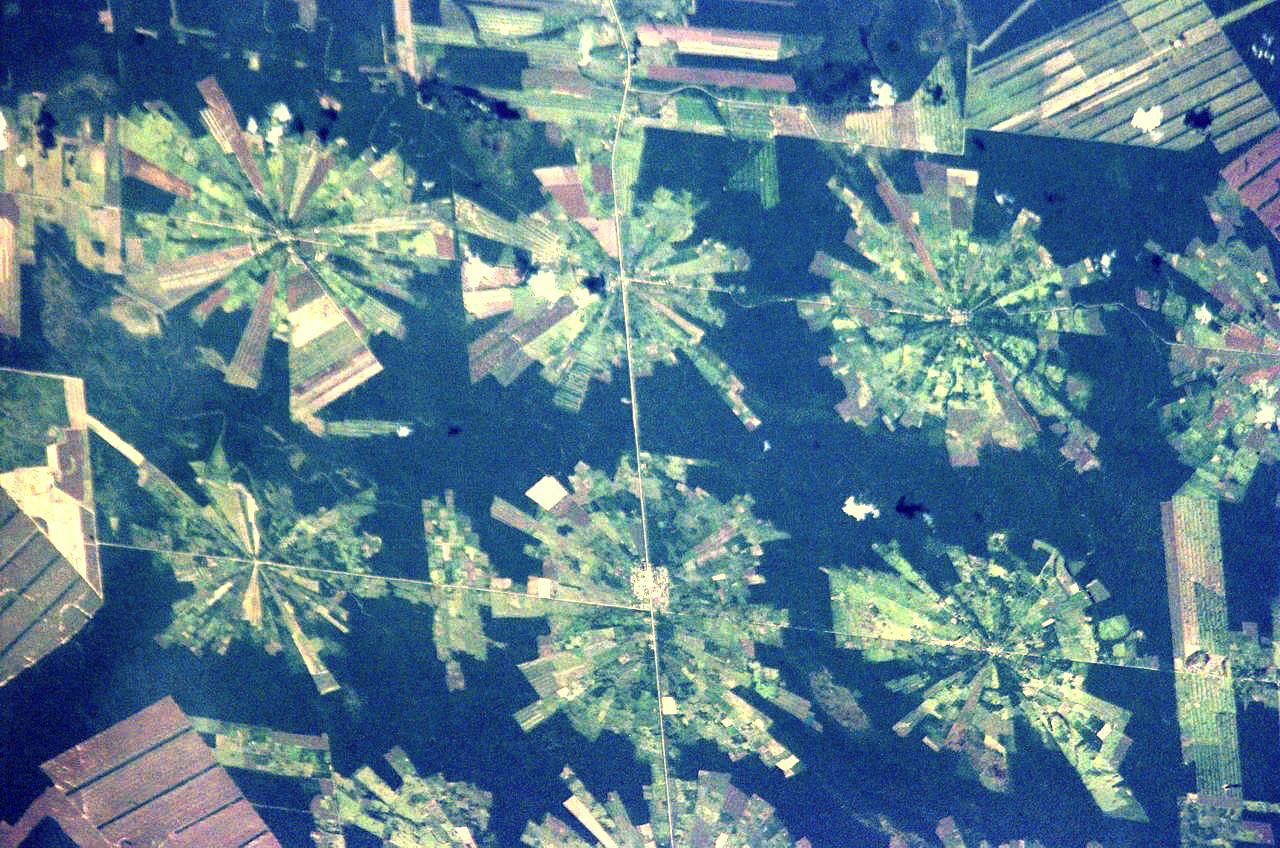
동부 볼리비아의 Tierras Bajas 프로젝트에서 진행 중인 산림 파괴를 보여주는 위성 사진.

산림전용(山林轉用), 탈산림화, 또는 산림 파괴(山林破壞), 삼림 파괴(森林-)(영어: deforestation)는 인위적인 개입을 막론하고 산림이 다른 토지 용도로 전환된 것으로, 토지의 개발을 위해 숲을 제거하는 일을 말한다.
산림 전용은 산림 지대를 인간의 목적을 이루기 위해 바꾸는 과정에서 발생한다. 최근에 들어와, 열대 우림은 산림 파괴가 가장 많이 집중되는 지역이다. 지구 지표의 30% 정도가 숲으로 덮여있다.
산림 전용은 여러 목적에 기인하여 발생한다. 예를 들어, 나무를 잘라내어 연료로 사용할 수 있고, 목초지를 만들거나 정착을 위한 것일 수도 있다.
2000년부터 2012년 사이에 전 세계 2,300,000 제곱 킬로미터(890,000 제곱 마일)의 산림이 잘려나갔다. 산림 파괴의 결과, 과거에는 지구에서 16,000,000 제곱 킬로미터(6,000,000 제곱 마일)이었던 산림 지대가 지금은 6,200,000 제곱 킬로미터만 남게 되었다.

## 원인
산림 전용의 원인은 지역마다 다르지만 공통된 원인도 있다. 농업, 벌목, 광산 개발 등 인간의 활동이 열대우림을 파괴한다. 예를 들어 대규모 열대 우림 파괴의 가장 큰 책임은 기업식 농업에 있다. 목장이나 팜오일, 콩 재배 농장을 만들기 위해 숲에 불을 지르고 나무를 함부로 베어가거나 개간을 하기 때문이다. 소중한 우림 지대가 치약, 초콜릿, 동물 사료를 만들기 위한 연료의 생산지로 변하고 있다고 환경단체 그린피스는 주장한다.

## 영향
산림이 파괴되면 비로 인해 표토가 흘러내려 열대우림의 재생을 어렵게 만든다. 열대우림 중에는 1년에 4-5m나 성장하는 것도 있지만, 임업적으로 유익한 수목은 온대림과는 달리 천연림이 회복하는 데 100년이나 걸린다.  1980년에는 열대림의 총면적이 19억 3,500만ha로, 육지의 7%를 차지하였다. 이 가운데 약 12억ha가 열대우림이다. 그러나 현재 연간 약 1,800만ha씩 줄어들어 이대로 가면 2010년에는 40%나 감소할 것으로 예측된다. 감소 원인은 상업용 목재의 벌채, 신탄재의 벌채, 종래의 유형과 다른 화전 농업의 세 가지이다.  열대우림은 지구의 '녹색 폐'라고도 하는데, 대기중의 이산화탄소를 흡수하여 산소를 방출하며, 대기를 정화한다. 열대우림의 소멸은 이 폐의 기능이 없어진다는 것을 의미한다. 이산화탄소가 증가하기 때문에 기후에 미치는 영향도 무시할 수 없다. 또 지구의 온난화와 더불어 홍수나 가뭄 등의 기상이변이 발생할 가능성도 높아진다. 아마존만으로 지구상의 산소 수지의 3분의 1을 담당하고 있다는 계산도 나온다.  1992년에 브라질의 리우데자네이루에서 열린 유엔환경개발회의(UNCED)에서는 산림보존원칙을 채택하여 국제적으로 대응하기로 결의했으나, 해당 국가의 여러 가지 사정으로 어려움에 처해 있다.

## 문제점
산림 전용의 문제점은 기후 변화와 연관 지어 생각해볼 수 있다. 기후변화로 인해 일부 열대 우림에 심각한 가뭄이 더욱 빈번하게 일어날 수 있으며, 이로 인해 숲은 화재에 더욱 취약해지기 때문이다. 여기에 벌목 등의 산림파괴가 더해지면 불이 난 곳에 기름을 붓는 격이다. 산림 전용은 남아있는 산림을 해체시키고, 화재에 더욱 더 취약하게 만든다. 결국 기후변화는 가뭄으로 산불의 위험성을 증가시키고, 숲에 불이 나면 다량의 탄소가 발생해 기후변화를 더욱 심각하게 만드는 악순환을 불러온다.

## 문제점의 예시
1997년 6월 동남아 열대우림에서 개발을 위해 방화한 산불이 밀림 전역에 퍼지면서 엄청난 연무를 발생시켰다. 칼리만타·수마트라·셀레베스 등지에서 경작지 개발을 위한 열대우림 방화가 가뭄과 겹치며 걷잡을 수 없이 번져 그 연기가 말레이시아·인도네시아·싱가포르 세 나라의 하늘을 뒤덮었다. 이 연무사태는 결국 말레이시아 정부가 보르네오의 자국령 사라와크에 비상사태를 선포하는 상황으로 발전했다. 또 이 지역에 계속된 이상기후로 인해 우기에도 비가 내리지 않아 연무피해가 예상 외로 커졌다. 다행히 12월 초 이 지역에 내린 비로 산불이 서서히 잡혔다.  산불로 인해 칼리만타와 수마트라 일대의 열대우림 30만ha가 파괴된 것으로 추산되었다. 또 이 지역 주민 2,000만 명 이상이 호흡기 및 눈 질환으로 고통받았다. 칼리만타의 반자르마신과 폰티아낙 공항에서는 비행기들이 곡예착륙을 벌이다가 계속되는 연무로 시계가 확보되지 않아 공항이 폐쇄되는 사태로까지 발전했다. 말라카 해협 등 이 지역 연근해를 지나는 선박들은 시계 확보 불량으로 감속운항에 들어갔고, 칼리만타와 수마트라 지역에서는 재가 섞인 비도 내려 20세기 최악의 기상 재앙으로 기록됐다.

## 같이 보기
- 벌채
- 재조림